# جایزه گلدن گلوب بهترین بازیگر مرد – مجموعه تلویزیونی موزیکال یا کمدی
جایزه گلدن گلوب بهترین بازیگر مرد – مجموعه تلویزیونی موزیکال یا کمدی (انگلیسی: Golden Globe Award for Best Actor – Television Series Musical or Comedy) یکی از جوایز گلدن گلوب است که هر ساله توسط انجمن مطبوعات خارجی هالیوود به بهترین اجرای یک بازیگر نقش اول مرد در یک مجموعه تلویزیونی موزیکال یا کمدی اهدا می‌شود.